# KRTAP9-2
KRTAP9-2 (англ. Keratin associated protein 9-2) – білок, який кодується однойменним геном, розташованим у людей на 17-й хромосомі. Довжина поліпептидного ланцюга білка становить 174 амінокислот, а молекулярна маса — 18 287.
| 10         |  | 20         |  | 30         |  | 40         |  | 50         |
| ---------- |  | ---------- |  | ---------- |  | ---------- |  | ---------- |
| MTHCCSPCCQ |  | PTCCRTTCCR |  | TTCWKPTTVT |  | TCSSTPCCQP |  | ACCVSSCCQP |
| CCRPTCCQNT |  | CCRTTCCQPT |  | CVTSCCQPSC |  | CSTPCCQPTC |  | CGSSCCGQTS |
| CGSSCGQSSS |  | CAPVYCRRTC |  | YYPTTVCLPG |  | CLNQSCGSNC |  | CQPCCRPACC |
| ETTCCRTTCF |  | QPTCVSSCCQ |  | PSCC       |  |            |  |            |

A: Аланін

C: Цистеїн

E: Глутамінова кислота

F: Фенілаланін

G: Гліцин

H: Гістидин

K: Лізин

L: Лейцин

M: Метіонін

N: Аспарагін

P: Пролін

Q: Глутамін

R: Аргінін

S: Серин

T: Треонін

V: Валін

W: Триптофан